# Mosta
Mosta är en stad och kommun belägen ungefär i mitten av ön Malta. 
Stadens främsta sevärdhet är dess rundkyrka, Mostadomen, som har ett av Europas största kupolvalv med en diameter på 40 meter. Byggandet av kyrkan påbörjades 1833, och kyrkan kunde konsekreras 1871. Den nya kyrkan byggdes runt en äldre som fortfarande användes samtidigt som den nya byggdes.
Den 9 april 1942 penetrerades kupolen av en bomb som släpptes vid en eftermiddagsräd. Bomben detonerade dock aldrig. Bomben (en replika) finns att beskåda i kyrkan. Kyrkan är byggd till jungfru Marias ära vilket är vanligt i vissa delar av världen.

## Sport
- Mosta FC – maltesisk fotbollsklubb.[2][3]
- Charles Abela Memorial Stadium i Mosta (kapacitet 700).